# Герасименко, Виталий Максимович
Виталий Максимович Герасименко (22.04.1924, Таганрог — 02.09.2002) — главный конструктор аппаратуры активных помех «Крот-1» и других, лауреат Государственной премии СССР.

## Биография
С августа 1942 по август 1946 служил в РККА. Участник войны, гвардии мл. лейтенант, был тяжело ранен.
1 сентября 1946 г. принят па работу в ЦНИИ-108 на должность лаборанта. В 1952—1953 гг. студент ВТУЗа, прошёл ускоренный курс подготовки специалистов.
В 1957—1959 зав. лабораторией № 37 в филиале ЦНИИ-108 в г. Протва Калужской области. С 1959 г. снова в Москве: начальник лаборатории, начальник отдела № 13.
Конструктор систем «Крот-1», «Лайнер», «Береза», «Каштан», «Кипарис», «Магнолия», «Магнолия-3», «Лавр», «Вяз», «Ледокол», «Пальма».
С 1961 г. главный конструктор ОКР «Крот-1», работа была успешно завершена в 1963 г.
С 1964 главный конструктор КСП ПРО для ракеты РТ-2
С 1965 г. начальник сектора № 3, преобразованного в 1972 г. в отделение № 1 ЦНИРТИ (до 1988).
С 1991 года на пенсии. Несколько лет подрабатывал частным извозом.
2 сентября 2002 г. умер на даче в Покровке[уточнить] Ленинградской ж.-д. в результате сердечного приступа.

## Награды и звания
- Государственная премия СССР (1967 год);
- Орден Ленина;
- Орден Отечественной войны II степени (март 1944);
- Два ордена Трудового Красного Знамени;
- Орден Красной Звезды (октябрь 1944);
- Заслуженный изобретатель Российской Федерации.